# Retshjælpen i over 100 år
|  | Denne artikel er oprettet af botten PalnaBot ud fra en ekstern database. Den kan derfor have sproglige fejl eller mangler. Denne skabelon kan fjernes efter kontrol af indholdet. |

Retshjælpen i over 100 år er en film instrueret af Lise Roos efter manuskript af Lise Roos.

## Handling
Dokumentarfilm om Københavns Retshjælp, der har eksisteret siden 1885. Til Retshjælpen kommer mennesker med små indkomster for at søge råd og vejledning uden om det officielle system. Filmen giver en indføring i en verden, der både rummer drama, tragedie, komik og en masse humor